# Кра сир Ресуз
Кра сир Ресуз (фр. Cras-sur-Reyssouze) насеље је и општина у источној Француској у региону Рона-Алпи, у департману Ен (Рона-Алпи) која припада префектури Бурж ан Брес.
По подацима из 2011. године у општини је живело 1307 становника, а густина насељености је износила 94,5 становника/km². Општина се простире на површини од 13,83 km². Налази се на средњој надморској висини од m метара (максималној 229 m, а минималној 195 m).

## Демографија
| 1962. | 1968. | 1975. | 1982. | 1990. | 2011. |
| ----- | ----- | ----- | ----- | ----- | ----- |
| 719   | 679   | 693   | 807   | 846   | 1.307 |

График промене броја становника у току последњих година